# Calle P
Calle P är en svensk svartvit stumfilm från 1965 i regi av Robert Brandt. I rollerna ses bland andra Carl-Gustaf Lindstedt, Lena Söderblom och Lill Lindfors. Filmen var en burlesk fars, inspirerad av verk av Charlie Chaplin och Jacques Tati.
Filmens förlaga var en pjäs med samma namn, skriven av Lindstedt och Rune Moberg och uruppförd den 5 april 1963 på Chinateatern i Stockholm. Pjäsen omarbetades till filmmanus av Lindstedt och Moberg tillsammans med Arne Gustafsson. Inspelningen ägde rum mellan den 7 september och 30 oktober 1964 i Filmstaden Råsunda och med vissa exteriörer inspelade i Stockholm. Filmmusiken komponerades av Gunnar Svensson, Nils-Erik Sandell och Björn Alke. Även musik av Erik Nordgren från filmen Dansa, min docka... (1953) användes. Fotograf under inspelningen var Ragnar Frisk och Ingemar Ejve och Albert Rudling klippte senare ihop filmen. Den premiärvisades den 13 september 1965 på flera biografer i Stockholm. Den är 74 minuter lång och barntillåten.
Filmen mottog ett hedersdiplom vid komedifilmfestivalen i Wien 1966.

## Handling
Filmen handlar om Calle Parking som uppfunnit en bil som kan fällas ihop till storleken av en resväska, allt för att avhjälpa parkeringsproblemen i Stockholm. När han ska presentera sin idé för myndigheterna, hamnar han i konflikt med stadsplanerarna Ahrman och Behrman, som tänkt lösa trafiksituationen i Stockholm med en rad nya trafikleder och nu känner sig hotade av Calle P:s uppfinning. De gör allt för att stoppa honom, dock utan att lyckas. Parkeringseländet kvarstår dock.

## Om filmen
Calle P har visats i SVT, bland annat i november 2019.

## Rollista
- Carl-Gustaf Lindstedt – Calle Parking
- Lena Söderblom – lärarinnan
- Lill Lindfors – vampen
- Frej Lindqvist – Ahrman
- Sune Mangs – Behrman
- Håkan Serner – förbrytaren
- Börje Nyberg – Ö.Ö., chef på stadsplanekontoret

Ej krediterade
- Birger Åsander – polis 1
- Rolf Bengtsson – bartendern
- Jan Malmsjö – luffaren
- Lill-Babs	– en kontorsflicka
- Arne Gustafsson – vaktmästaren på stadsplanekontoret
- Ullacarin Rydén – en lapplisa